# 756

## Události
Pipin III. Krátký poráží v severní Itálii Langobardy.

#### Probíhající události
- 755–763: Povstání An Lu-šana

## Hlavy států
Evropa:
- Papež – do 26. dubna Štěpán II., od 29. května Pavel I.
- Byzanc – Konstantin V. Kopronymos
- Franská říše – Pipin III.
- Anglie
  - Wessex – Cuthred – Sigeberht
  - Essex – Svvithred
- První bulharská říše – Kormisoš – Vinech